# Reino de Hilacu
Hilacu ou Quilacu (em acádio: 𒆳𒄭𒋃𒆪; romaniz.: Hilakku ou Ḫilakku) foi um dos Estados neo-hititas da Idade do Ferro, no sul da Anatólia, durante o I milênio a.C.. Ficava ao norte de Tabal, a oeste do Que e ao norte do mar Mediterrâneo. Cobriu a terra da Cilícia Traqueia da Antiguidade Clássica